# Kodaira
Kodaira (小平市?) è una città giapponese conurbata in Tokyo.